# HD 149837
HD 149837 är en dubbelstjärna belägen i den mellersta delen av stjärnbilden Altaret. Den har en kombinerad skenbar magnitud av ca 6,18 och kräver åtminstone en handkikare för att kunna observeras. Baserat på parallaxmätning inom Hipparcosuppdraget på ca 31,9 mas, beräknas den befinna sig på ett avstånd på ca 102 ljusår (ca 31 parsek) från solen. Den rör sig bort från solen med en heliocentrisk radialhastighet på ca 4 km/s.

## Egenskaper
Primärstjärnan HD 149837 A är en gul till vit stjärna i huvudserien av spektralklass F6 V. Den har en massa som är ca 1,3 solmassor, en radie som är ca 1,4 solradier och har ca 2,8 gånger solens utstrålning av energi från dess fotosfär vid en genomsnittlig effektiv temperatur av ca 6 400 K.
Följeslagaren är en mindre stjärna med en massa som är ca 0,79 solmassa.